# Gervásio Passos

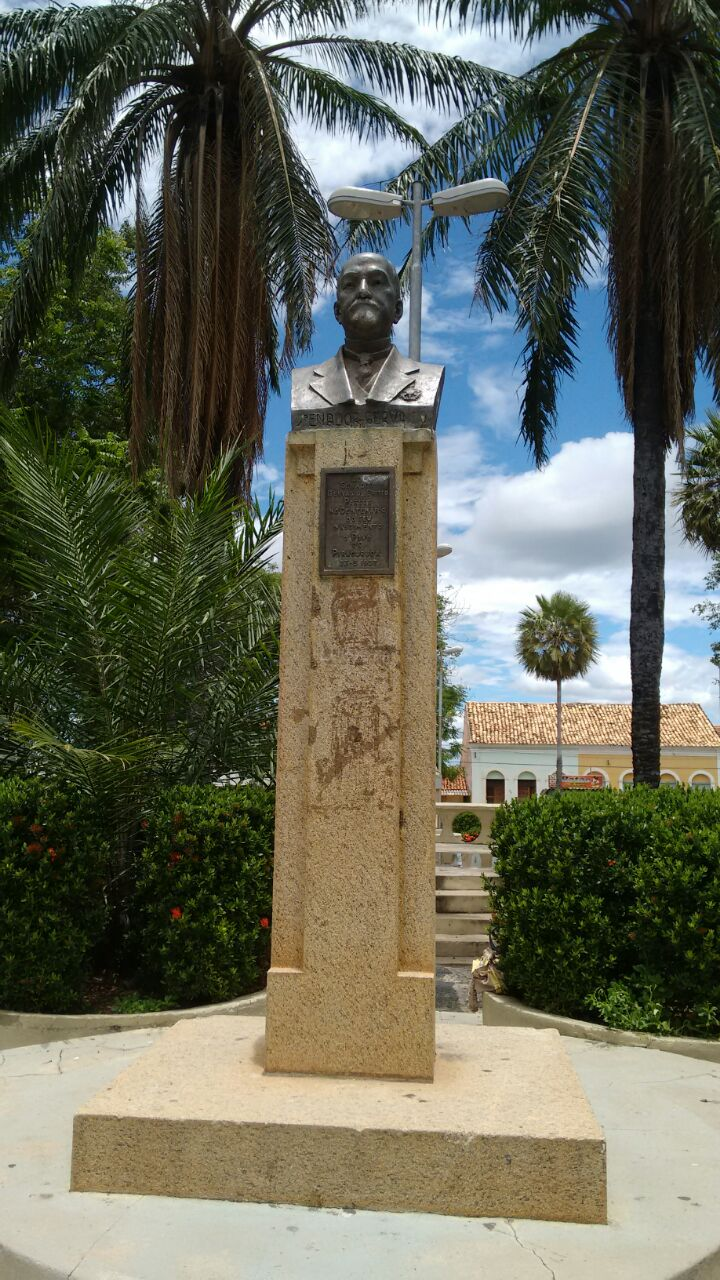
Monumento bustal na praça da matriz de Piracuruca.

Gervásio de Brito Passos (Piracuruca 23 de junho de 1837, Rio de Janeiro 7 de fevereiro de 1923) mais conhecido como Gervásio Passos foi um político brasileiro, com atuação no Piauí.

## Biografia
Durante o regime monárquico foi juiz de paz em Piracuruca, onde também integrou o conselho municipal por várias legislaturas e presidiu a câmara municipal de Piracuruca; deputado provincial em cinco legislaturas, ocasião em que foi deputado constituinte na Câmara estadual Constituinte que promulgou a Constituição do Estado do Piauí de 1891, promulgada em 27 de maio de 1891 e foi vice-presidente da província do Piauí e exerceu o mandato de senador pelo Estado do Piauí entre 1908 e 1915. Agricultor e fazendeiro, foi também delegado de polícia.